# Triathlon vid olympiska sommarspelen 2024
Triathlon vid olympiska sommarspelen 2024 arrangerades mellan 31 juli och 5 augusti 2024 vid Pont Alexandre III i Paris i Frankrike. På programmet fanns en tävling för damer och en för herrar samt en mixstafett.

## Medaljörer
| Triathlon              | Guld                                                          | Guld    | Silver                                                   | Silver  | Brons                                                                  | Brons   |
| Damer Detaljer...      | Cassandre Beaugrand Frankrike                                 | 1:54.55 | Julie Derron Schweiz                                     | 1:55.01 | Beth Potter Storbritannien                                             | 1:55.10 |
| Herrar Detaljer...     | Alex Yee Storbritannien                                       | 1:43.33 | Hayden Wilde Nya Zeeland                                 | 1:43.39 | Léo Bergère Frankrike                                                  | 1:43.43 |
| Mixstafett Detaljer... | Tyskland Tim Hellwig Lisa Tertsch Lasse Lührs Laura Lindemann | 1:25.39 | USA Seth Rider Taylor Spivey Morgan Pearson Taylor Knibb | 1:25.40 | Storbritannien Alex Yee Georgia Taylor-Brown Sam Dickinson Beth Potter | 1:25.40 |

Denna tabell: visa • redigera

## Medaljtabell
*   Värdland ( Frankrike)
| Nr                  | Nation              | Guld | Silver | Brons | Totalt |
| ------------------- | ------------------- | ---- | ------ | ----- | ------ |
| 1                   | Storbritannien      | 1    | 0      | 2     | 3      |
| 2                   | Frankrike*          | 1    | 0      | 1     | 2      |
| 3                   | Tyskland            | 1    | 0      | 0     | 1      |
| 4                   | Schweiz             | 0    | 1      | 0     | 1      |
| 4                   | USA                 | 0    | 1      | 0     | 1      |
| 4                   | Nya Zeeland         | 0    | 1      | 0     | 1      |
| Totalt (6 nationer) | Totalt (6 nationer) | 3    | 3      | 3     | 9      |